# Haselstein (Nüsttal)
Haselstein ist ein Ortsteil der Gemeinde Nüsttal im osthessischen Landkreis Fulda. Der Ort liegt im Naturpark Hessische Rhön. Durch den Ort verläuft die Landesstraße 3258.

## Geschichte
Haselstein wurde im Jahre 1113 erstmals urkundlich erwähnt. Die heutige Kirche wurde 1732 erbaut.

### Hessische Gebietsreform
Am 1. August 1972 wurde die Gemeinde Haselstein im Zuge der Gebietsreform in Hessen kraft Landesgesetz in die Gemeinde Nüsttal eingemeindet. Für Haselstein wurde, wie für die übrigen bei der Gebietsreform nach Nüsttal eingegliederten Gemeinden, ein Ortsbezirk mit Ortsbeirat und Ortsvorsteher nach der Hessischen Gemeindeordnung gebildet.

### Einwohnerentwicklung
- 1812: 43 Feuerstellen, 277 Seelen[2]

| Haselstein: Einwohnerzahlen von 1812 bis 2014 | Haselstein: Einwohnerzahlen von 1812 bis 2014 | Haselstein: Einwohnerzahlen von 1812 bis 2014 | Haselstein: Einwohnerzahlen von 1812 bis 2014 | Haselstein: Einwohnerzahlen von 1812 bis 2014 |
| --- | --------------------------------------------- | --------------------------------------------- | --------------------------------------------- | --------------------------------------------- |
| Jahr |                                               |                                               |                                               | Einwohner                                     |
| 1812 | 1812                                          |                                               | 277                                           | 277                                           |
| 1834 | 1834                                          |                                               | 310                                           | 310                                           |
| 1840 | 1840                                          |                                               | 320                                           | 320                                           |
| 1846 | 1846                                          |                                               | 318                                           | 318                                           |
| 1852 | 1852                                          |                                               | 311                                           | 311                                           |
| 1858 | 1858                                          |                                               | 293                                           | 293                                           |
| 1864 | 1864                                          |                                               | 284                                           | 284                                           |
| 1871 | 1871                                          |                                               | 281                                           | 281                                           |
| 1875 | 1875                                          |                                               | 281                                           | 281                                           |
| 1885 | 1885                                          |                                               | 288                                           | 288                                           |
| 1895 | 1895                                          |                                               | 265                                           | 265                                           |
| 1905 | 1905                                          |                                               | 248                                           | 248                                           |
| 1910 | 1910                                          |                                               | 277                                           | 277                                           |
| 1925 | 1925                                          |                                               | 286                                           | 286                                           |
| 1939 | 1939                                          |                                               | 264                                           | 264                                           |
| 1946 | 1946                                          |                                               | 435                                           | 435                                           |
| 1950 | 1950                                          |                                               | 455                                           | 455                                           |
| 1956 | 1956                                          |                                               | 406                                           | 406                                           |
| 1961 | 1961                                          |                                               | 387                                           | 387                                           |
| 1967 | 1967                                          |                                               | 480                                           | 480                                           |
| 1970 | 1970                                          |                                               | 394                                           | 394                                           |
| 1980 | 1980                                          |                                               | ?                                             | ?                                             |
| 1990 | 1990                                          |                                               | ?                                             | ?                                             |
| 2000 | 2000                                          |                                               | ?                                             | ?                                             |
| 2011 | 2011                                          |                                               | 351                                           | 351                                           |
| 2014 | 2014                                          |                                               | 347                                           | 347                                           |
| Datenquelle: Historisches Gemeindeverzeichnis für Hessen: Die Bevölkerung der Gemeinden 1834 bis 1967. Wiesbaden: Hessisches Statistisches Landesamt, 1968. Weitere Quellen: ; Zensus 2011 |                                               |                                               |                                               |                                               |

### Religionszugehörigkeit
Quelle: Historisches Ortslexikon
| • 1885: | 14 evangelische (= 4,86 %), 274 katholische (= 95,14 %) Einwohner  |
| • 1961: | 50 evangelische (= 12,92 %), 330 katholische (= 85,27 %) Einwohner |

## Wappen
| Wappen von Haselstein | Blasonierung: „Im grün-silbern geteilten Schild oben ein goldener Haselbruch, umgeben von neun silbernen Sternen. Unten ein durchgehendes schwarzes Kreuz.“ |
| Wappen von Haselstein | Wappenbegründung: Der Haselbruch ist ein redendes Element, symbolisiert aber auch die Zugehörigkeit zur Gemeinde Nüsttal, aus deren Wappen er übernommen ist. Die Sterne stammen aus dem Wappen der Familie Landvogt. Die neun Sterne stehen für neun Ortschaften, die zum früheren Amtes Haselstein gehörten, das gut 500 Jahre bestand hatte und dessen Verwaltungssitz die Burg Haselstein war. Das untere Feld übernimmt die Darstellung des Fuldaer Stiftskreuzes (schwarzes Kreuz auf silbernem Grund) aus dem 1953 verliehenen Wappen des Landkreises Hünfeld. Damit wird die an die 1000-jährige enge Bindung Haselsteins ans Kloster bzw. das geistliche Fürstentum Fulda sowie die Zugehörigkeit zum Kreis Hünfeld (1821–1972) erinnert. Das Wappen wurde vom Heraldiker Dieter Schäfer aus Assenheim gestaltet und beim HEROLD am 25. März 2013 in die Deutsche Ortswappenrolle unter der Nr. 22HE aufgenommen. |

## Kultur und Sehenswürdigkeiten
- auf dem Schlossberg befindet sich die Burgruine Haselstein.
- am Schlossberg befindet sich das Schloss Haselstein in dem die  Caritas Behindertenwerkstätten unterhält.